# Swedish Open 2002 - Qualificazioni singolare
Le qualificazioni del singolare  dello  Swedish Open 2002 sono state un torneo di tennis preliminare per accedere alla fase finale della manifestazione. I vincitori dell'ultimo turno sono entrati di diritto nel tabellone principale. In caso di ritiro di uno o più giocatori aventi diritto a questi sono subentrati i lucky loser, ossia i giocatori che hanno perso nell'ultimo turno ma che avevano una classifica più alta rispetto agli altri partecipanti che avevano comunque perso nel turno finale.
Le qualificazioni del torneo Swedish Open 2002 prevedevano 32 partecipanti di cui 4 sono entrati nel tabellone principale.

## Teste di serie
1. Markus Hipfl (ultimo turno)
2. Björn Phau (primo turno)
3. Juan Antonio Marín (ultimo turno)
4. Arnaud Di Pasquale (Qualificato)

1. Michael Russell (secondo turno)
2. Victor Hănescu (Qualificato)
3. Gorka Fraile (Qualificato)
4. Assente

## Qualificati
1. Filip Prpic
2. Victor Hănescu

1. Gorka Fraile
2. Arnaud Di Pasquale

## Tabellone

### Legenda
| - Q = Qualificato - WC = Wild card - LL = Lucky loser | - ALT = Alternate - SE = Special Exempt - PR = Protected Ranking | - w/o = Walkover - r = Ritirato - d = Squalificato |

### Sezione 1
|  | Primo turno       | Primo turno       | Primo turno       | Primo turno | Primo turno |  |  | Secondo turno  | Secondo turno     | Secondo turno  | Secondo turno | Secondo turno |   |   | Ultimo turno | Ultimo turno | Ultimo turno | Ultimo turno | Ultimo turno |  |
|  |                   |                   |                   |             |             |  |  |                |                   |                |               |               |   |   |              |              |              |              |              |  |
|  | 1                 | Markus Hipfl      | Markus Hipfl      | 6           | 6           |  |  |                |                   |                |               |               |   |   |              |              |              |              |              |  |
|  |                   | Johan Kareld      | Johan Kareld      | 3           | 2           |  |  | 1              | Markus Hipfl      | 2              | 6             | 6             |   |   |              |              |              |              |              |  |
|  | Mattias Hellstrom | Mattias Hellstrom | Mattias Hellstrom | 6           | 7           |  |  |                | Mattias Hellstrom | 6              | 4             | 3             |   |   |              |              |              |              |              |  |
|  | Karim Alami       | Karim Alami       | Karim Alami       | 4           | 68          |  |  |                |                   |                |               |               |   |   | 1            | Markus Hipfl | 5            | 6            | 2            |  |
|  | Pablo Figueroa    | Pablo Figueroa    | 6                 | 3           | 7           |  |  |                |                   |                | Filip Prpic   | 7             | 4 | 6 |              |              |              |              |              |  |
|  | Nicklas Timfjord  | Nicklas Timfjord  | 3                 | 6           | 64          |  |  | Pablo Figueroa | Pablo Figueroa    | Pablo Figueroa | 1             | 3             |   |   |              |              |              |              |              |  |
|  | Filip Prpic       | Filip Prpic       | Filip Prpic       | 6           | 7           |  |  | Filip Prpic    | Filip Prpic       | Filip Prpic    | 6             | 6             |   |   |              |              |              |              |              |  |
|  | Johan Brunström   | Johan Brunström   | Johan Brunström   | 2           | 64          |  |  |                |                   |                |               |               |   |   |              |              |              |              |              |  |

### Sezione 2
|  | Primo turno      | Primo turno       | Primo turno       | Primo turno | Primo turno |  |  | Secondo turno    | Secondo turno    | Secondo turno    | Secondo turno  | Secondo turno |   |   | Ultimo turno | Ultimo turno  | Ultimo turno | Ultimo turno | Ultimo turno |  |
|  |                  |                   |                   |             |             |  |  |                  |                  |                  |                |               |   |   |              |               |              |              |              |  |
|  |                  | Daniel Elsner     | 7                 | 4           | 6           |  |  |                  |                  |                  |                |               |   |   |              |               |              |              |              |  |
|  | 2                | Björn Phau        | 5                 | 6           | 2           |  |  | Daniel Elsner    | Daniel Elsner    | Daniel Elsner    | 6              | 6             |   |   |              |               |              |              |              |  |
|  | Henrik Andersson | Henrik Andersson  | Henrik Andersson  | 6           | 6           |  |  | Henrik Andersson | Henrik Andersson | Henrik Andersson | 1              | 1             |   |   |              |               |              |              |              |  |
|  | Bjorn Rehnquist  | Bjorn Rehnquist   | Bjorn Rehnquist   | 0           | 4           |  |  |                  |                  |                  |                |               |   |   |              | Daniel Elsner | 6            | 4            | 2            |  |
|  | Marcus Sarstrand | Marcus Sarstrand  | Marcus Sarstrand  | 6           | 6           |  |  |                  |                  | 6                | Victor Hănescu | 2             | 6 | 6 |              |               |              |              |              |  |
|  | Daniel Andersson | Daniel Andersson  | Daniel Andersson  | 0           | 0           |  |  |                  | Marcus Sarstrand | Marcus Sarstrand | 2              | 4             |   |   |              |               |              |              |              |  |
|  | 6                | Victor Hănescu    | Victor Hănescu    | 6           | 6           |  |  | 6                | Victor Hănescu   | Victor Hănescu   | 6              | 6             |   |   |              |               |              |              |              |  |
|  |                  | Marc Marco-Ripoll | Marc Marco-Ripoll | 0           | 3           |  |  |                  |                  |                  |                |               |   |   |              |               |              |              |              |  |

### Sezione 3
|  | Primo turno            | Primo turno            | Primo turno            | Primo turno | Primo turno |  |  | Secondo turno | Secondo turno      | Secondo turno      | Secondo turno | Secondo turno |   |   | Ultimo turno | Ultimo turno       | Ultimo turno | Ultimo turno | Ultimo turno |  |
|  |                        |                        |                        |             |             |  |  |               |                    |                    |               |               |   |   |              |                    |              |              |              |  |
|  | 3                      | Juan Antonio Marín     | Juan Antonio Marín     | 6           | 7           |  |  |               |                    |                    |               |               |   |   |              |                    |              |              |              |  |
|  |                        | Fredrik Loven          | Fredrik Loven          | 3           | 5           |  |  | 3             | Juan Antonio Marín | Juan Antonio Marín | 6             | 6             |   |   |              |                    |              |              |              |  |
|  | Pierre Berntsson       | Pierre Berntsson       | Pierre Berntsson       | 6           | 6           |  |  |               | Pierre Berntsson   | Pierre Berntsson   | 4             | 3             |   |   |              |                    |              |              |              |  |
|  | German Puentes-Alcaniz | German Puentes-Alcaniz | German Puentes-Alcaniz | 4           | 2           |  |  |               |                    |                    |               |               |   |   | 3            | Juan Antonio Marín | 6            | 4            | 4            |  |
|  | Joachim Johansson      | Joachim Johansson      | Joachim Johansson      | 6           | 6           |  |  |               |                    | 7                  | Gorka Fraile  | 4             | 6 | 6 |              |                    |              |              |              |  |
|  | Alexander Hartman      | Alexander Hartman      | Alexander Hartman      | 2           | 3           |  |  |               | Joachim Johansson  | 6                  | 3             | 4             |   |   |              |                    |              |              |              |  |
|  | 7                      | Gorka Fraile           | 4                      | 6           | 6           |  |  | 7             | Gorka Fraile       | 4                  | 6             | 6             |   |   |              |                    |              |              |              |  |
|  |                        | Johan Örtegren         | 6                      | 3           | 2           |  |  |               |                    |                    |               |               |   |   |              |                    |              |              |              |  |

### Sezione 4
|  | Primo turno         | Primo turno         | Primo turno         | Primo turno | Primo turno |  |  | Secondo turno | Secondo turno      | Secondo turno      | Secondo turno     | Secondo turno |   |   | Ultimo turno | Ultimo turno       | Ultimo turno | Ultimo turno | Ultimo turno |  |
|  |                     |                     |                     |             |             |  |  |               |                    |                    |                   |               |   |   |              |                    |              |              |              |  |
|  | 4                   | Arnaud Di Pasquale  | Arnaud Di Pasquale  | 6           | 6           |  |  |               |                    |                    |                   |               |   |   |              |                    |              |              |              |  |
|  |                     | Daniel Schalén      | Daniel Schalén      | 3           | 0           |  |  | 4             | Arnaud Di Pasquale | Arnaud Di Pasquale | 7                 | 7             |   |   |              |                    |              |              |              |  |
|  | Kalle Flygt         | Kalle Flygt         | 4                   | 6           | 6           |  |  |               | Kalle Flygt        | Kalle Flygt        | 5                 | 63            |   |   |              |                    |              |              |              |  |
|  | Jon Wallmark        | Jon Wallmark        | 6                   | 3           | 3           |  |  |               |                    |                    |                   |               |   |   | 4            | Arnaud Di Pasquale | 7            | 2            | 6            |  |
|  | Ignacio Hirigoyen   | Ignacio Hirigoyen   | Ignacio Hirigoyen   | 6           | 6           |  |  |               |                    |                    | Ignacio Hirigoyen | 65            | 6 | 0 |              |                    |              |              |              |  |
|  | Marc-Kevin Goellner | Marc-Kevin Goellner | Marc-Kevin Goellner | 3           | 2           |  |  |               | Ignacio Hirigoyen  | Ignacio Hirigoyen  | 6                 | 6             |   |   |              |                    |              |              |              |  |
|  | 5                   | Michael Russell     | Michael Russell     | 6           | 6           |  |  | 5             | Michael Russell    | Michael Russell    | 2                 | 4             |   |   |              |                    |              |              |              |  |
|  |                     | Jonas Fröberg       | Jonas Fröberg       | 3           | 4           |  |  |               |                    |                    |                   |               |   |   |              |                    |              |              |              |  |